# Zeiss Research Award
Der Zeiss Research Award (Eigenschreibweise ZEISS Research Award, bis 2013 Carl-Zeiss-Forschungspreis) ist ein Preis für „herausragende Leistungen auf dem Gebiet internationaler Forschung“. Der Preis wird seit 2016 von dem Unternehmen Carl Zeiss AG gesponsert und vergeben. Er soll alle zwei Jahre verliehen werden.

## Geschichte
Der Carl-Zeiss-Forschungspreis wurde 1987 als internationaler Preis im Bereich der Optikforschung ins Leben gerufen und existierte unter diesem Namen bis 2013. Die Verleihung alternierte im Zwei-Jahres-Rhythmus mit dem Otto-Schott-Forschungspreis für besondere Leistungen in der Glasforschung. Der Carl-Zeiss-Forschungspreis war zuletzt mit 25.000 Euro dotiert und wurde vom Ernst-Abbe-Fonds im Stifterverband für die Deutsche Wissenschaft verliehen.
Seit 2016 zeichnet der Carl Zeiss Award for Young Researchers vielversprechende Nachwuchswissenschaftler aus, die herausragende Beiträge auf dem Gebiet der Optik und Photonik leisten. Dieser Preis wird im Rahmen des Zeiss Research Award vergeben und wird ebenfalls aus dem Ernst-Abbe-Fonds finanziert.

## Bedeutung
Der Zeiss Research Award soll dazu beitragen, das Bewusstsein für Optik und Photonik in der Wissenschaft und Technologie zu stärken. Durch die Unterstützung vielversprechender Forschungsprojekte fördert der Award zudem die Entwicklung innovativer Technologien. Da der Preis in Zusammenarbeit mit verschiedenen akademischen Einrichtungen verliehen wird, erhalten die Preisträger außerdem die Chance, ihr Wissen zu erweitern und sich mit anderen Forschern zu vernetzen. 

## Jury
Die derzeitige Jury besteht aus hochqualifizierten und renommierten Persönlichkeiten aus der Forschung. Darunter sind Alain Aspect, Cornelia Denz sowie Stefan Hell.

## Preisträger

### Träger des Carl-Zeiss-Forschungspreises
- 1990: Philippe Grangier aus Orsay, James R. Taylor aus London, Norbert Streibl aus Erlangen
- 1992: Ahmed Zewail aus Pasadena, Yoshihisa Yamamoto aus Tokio
- 1994: Heinrich Bräuninger aus Garching, Bernd Aschenbach aus Garching
- 1996: Eric A. Cornell aus Boulder, Dieter Pohl aus Zürich
- 1998: Ursula Keller aus Zürich, Ferenc Krausz aus Wien
- 2000: Ursula Schmidt-Erfurth aus Lübeck, Shuji Nakamura aus Santa Barbara
- 2002: Stefan Hell aus Göttingen
- 2004: Mark A. Kasevich von der Stanford-Universität in Kalifornien
- 2006: Kurt Busch vom Institut für Theoretische Festkörperphysik an der Universität Karlsruhe, Martin Wegener vom Institut für Angewandte Physik an der Universität Karlsruhe
- 2007: Jun Ye vom National Institute of Standards and Technology Universität von Colorado in Boulder
- 2009: Rainer Blatt von der Universität Innsbruck, Juan Ignacio Cirac Sasturain vom Max-Planck-Institut für Quantenoptik in Garching bei München
- 2011: James G. Fujimoto vom Massachusetts Institute of Technology in Cambridge (Massachusetts)
- 2013: Anne L’Huillier von der Universität Lund

### Träger desZeiss Research Award
- 2016: Fedor Jelezko, Jörg Wrachtrup
- 2018: Tobias Kippenberg, Jean-Pierre Wolf
- 2020: Jian-Wei Pan
- 2023: Immanuel Bloch
- 2025: Jelena Vučković, Yuri Kivshar[2]

### Träger desCarl Zeiss Award for Young Researchers
- 2016: Robert Brückner, Georg Heinze, Robert Keil
- 2018: Irene Costantini, Kilian Heeg, Fabian Stutzki
- 2020: Christian Haffner, Stefan Heist, Fabian Wolf
- 2023: Simon Baier, Arindam Ghosh, Dasha Nelidova